# Distretto di Burdur
Il distretto di Burdur (in turco Burdur ilçesi) è uno dei distretti della provincia di Burdur, in Turchia.